# Ladislas Lozano
Pour les articles homonymes, voir Lozano.
Ladislas Lozano, de son vrai nom Ladislao Lozano Léon, est un footballeur franco-espagnol né le 24 juin 1952 à Valhermoso de la Fuente (province de Cuenca, Espagne).
En 2000, alors qu'il est l'entraîneur du club de Calais RUFC, l'équipe atteint la finale de la Coupe de France, qu'elle perdra 2 buts à 1 contre le FC Nantes.
Désormais retraité du football, il s’investit dans la ville de Calais comme Adjoint au maire à l’urbanisme depuis 2020.

## Biographie
Ladislao Lozano Léon est né à le 24 juin 1952 à Valhermoso de la Fuente en Espagne. Sa famille possédait une confortable société de transports dans son pays de naissance, mais elle doit tout abandonner pour fuir en France car le père de Ladislas est menacé par les franquistes.
En 1956, sa famille arrive en région parisienne, et dès l’âge de 4 ans, il montre des prédispositions évidentes pour le football.
Il signe sa première licence dans le club amateur de Viry-Châtillon, puis rejoint celui de Paris-Joinville. Il est alors appelé en équipe de France junior, mais il ne peut honorer cette sélection du fait qu'il n'est pas de nationalité française. C'est alors qu'il décide de quitter le championnat de France pour évoluer dans le championnat professionnel de division 2 espagnol sous les couleurs du Racing Santander.
Après une bonne expérience espagnole, il décide de revenir dans le championnat français et évolue dans les clubs successifs d'Abbeville de 1978 à 1981 qu'il fait remonter du championnat de CFA à la ligue 2, puis à Amiens, Abbeville, Trouville-Deauville et finit sa carrière de joueur à Friville-Escarbotin en 1988. Il était à la fois entraîneur et joueur dans ses deux derniers clubs.
Après avoir été entraîneur et joueur, il commence une carrière de simple entraîneur au club de l'US Saint-Omer évoluant à l'époque en CFA. Ladislas Lozano entraîne ensuite Berck, un club de Régionale, dans lequel il ne reste qu'une saison. Il rejoint ensuite en 1995 le club de Calais Racing Union Football Club. Il y reste de 1995 à 2001.
Il marque l'histoire du football calaisien et français en hissant un club de CFA en finale de coupe de France. Pour la première fois de son histoire, le club de Calais joue une finale en 2000 contre le club professionnel du FC Nantes qu'il perd 2 à 1.
Cet exploit est une étape importante dans la carrière de Ladislas Lozano puisqu'elle va lui permettre de sortir de l'anonymat et de se faire connaître aux yeux du public, et surtout du monde du football.
Il quitte Calais pour aller entraîner des clubs de divisions supérieures comme les clubs de l'US Créteil-Lusitanos ou du Stade de Reims. Mais c'est surtout à l'étranger qu'il va se faire connaître, notamment au Maroc avec le Wydad de Casablanca où il échoue en finale de Coupe du Maroc en 2002, et au Qatar avec le club d'Al-Khor Sports Club où il gagne en 2002 son premier titre d'envergure en tant qu’entraîneur : la coupe Sheikh Jasim dit " Sheikh Jasim Cup".
Il revient en France en 2003 et 2005 où il est champion de National avec le Stade de Reims. Le club et l’entraîneur mettent fin à leur collaboration en mai 2005. Dès juin 2005, il rejoint à nouveau le championnat du Qatar et le club d'Al-Sailiya SC en tant qu’entraîneur, puis quitte ce dernier pour rejoindre un autre club qatarien, Al-Rayyan Sports Club, au sein duquel il assure l’intérim d'avril à novembre 2006. Il remporte avec ce club la Coupe de l’Émir du Qatar, dite « Qatar Émir Cup ».
Il retourne entraîner au Maroc dans le club du Wydad Casablanca puis retourne en France pour entraîner un club de CFA.
Il rejoint l'Algérie, en entraînant un club de division 2, le Chabab Ahly Bordj Bou Arreridj. Cette expérience algérienne est de courte durée. Ladislas Lozano quitte le club au bout de six mois.
Après une petite pige de six mois à l'US Castanet en 2012, il rejoint la Tunisie et le club de l’Espérance sportive de Zarzis. Le président de l'époque lui fixe comme objectif de maintenir le club en Ligue 1 tunisienne. Il réussit son objectif. Malgré une proposition de prolongation de contrat, il préfère quitter le club.
En 2013, Ladislas Lozano est retourné au Qatar pour entraîner Muaither Sports Club pendant un an.
En 2014, il s'installe près de Toulouse et ne reçoit plus de proposition pour entraîner, alors qu'il aurait aimé revenir dans la profession.
En 2020, à l'occasion des vingt ans de l'épopée calaisienne, il expose une série de lettres reçues par des supporters calaisiens. La même année, il rejoint la liste de Natacha Bouchart en vue des élections municipales. Il souhaite occuper des fonctions en lien avec l'urbanisme, lui qui a été cadre territorial à Saint-Omer, Berck et Calais.

## Palmarès

### Joueur
- SC Abbeville
  - Champion de France Division 4 : 1979

### Entraîneur
- Calais RUFC
  - Finale Coupe de France : 2000
- Wydad de Casablanca
  - Finale Coupe du Maroc : 2002
- Al-Khor Sports Club
  - Sheikh Jasim Cup : 2002
- Stade de Reims
  - Champion de France de National : 2004
- Al-Rayyan SC
  - Qatar Emir Cup : 2006